# Лекари у Српској краљевској академији од 1886. до 1947.
Лекари у Српској краљевској академији (СКА) од 1886. до 1947. у наведеном периоду прво нису били чланови, јер ове највиша научна и уметничка установа у Краљевини Србији, када је реорганизован и установљена на основу Основног закона Краљевско-српске академије, који је Скупштина Краљевине Србије изгласала, а краљ Милан Обреновић прогласио 1/13. новембра 1886. године, није предвиђала Академију медицинских наука, већ је лекаре сврставала у посебно удружење (Српско лекарско друштво). До тада су ипак неки лекари били чланови СКА, али као чланови Академије уметности (Лаза К. Лазаревић и Милан Јовановић, Морски), односно Академије философских наука (Владан Ђорђевић). Лекари су то постали тек тридесетих година 20. века, када су Академији природних наука поднети на оцену први радови из области физиологије и паразитологије.

## Задатак и организација Академије
Задатак
Задатак Академије, како то стоји у њеном оснивачком акту био је: 
„да науку обрађује и унапређује, да поставља и одржава здраве основе научноме суду, да обелодањује и изазива истраживања научна у природи, друштву и историјским споменицима, да потпомаже удомаћивање и развитак виших уметности, да удруженом снагом за напредак просвете извршава оно, за шта је посебна снага недовољна“.
Организација
У организационом погледу, Академија је имала четири одсека (стручне Академије): 
- Академију природних наука,
- Академију философских наука,
- Академију друштвених наука
- Академију уметности.

Као штосе из овога види СКА у свом саставу није имала Академију медицинских наука.
Првих шеснаест академика и првог председника Академије – Јосифа Панчића, именовао је краљ Милан 5. априла 1887. године. Висок научни и уметнички ниво требало је да буде обезбеђен избором ограниченог броја већ афирмисаних научника и уметника.

## Учешће лекара у раду Академије
Српска краљевска академији у почетку је свој делокруг рада ограничавала на научни и уметнички рад, што је такође било дефинисано једним чланом Закона по којем је: 
„разрађивање пољске привреде, лекарства, законодавства и богословије, као и ширење наука и уметности оставља се посебним удружењима, а уз готовост Академије за заштиту и помоћ“...
 На основу овог члана медицинска струка је остала не у делокругу рад Академије већ, у делокругу Српског лекарског друштва. Одлука је донета на основу чињенице да је у том историјском периоду Српско лекарско друштво успешно радило већ 15 година, и да зато сва питања из области медицине (стручна и научна), треба да остану, у његовом делокругу. 
 
Међутим, до одређених промена дошло је 1922. године, када су Академији природних наука поднети на оцену први радови из области физиологије и паразитологије, чији су аутори били доктори медицине – Ксенофон Шаховић, који ће наредне године бити изабран за доцента Медицинског факултета и Момчило Иванић, лекар Лабораторије за тропске и паразитарне болести у Београду. Ова два рада разматрали су доктори биологије и професори Филозофског факултета Универзитета Живојин Ђорђевић и Иван Ђаја, који су исте године били изабрани за чланове Академије природних наука.
Од 1926. године у раду Академије учествовали су и новоизабрани лекари као дописни чланови СКА: професори Медицинског факултета Рихард Буријан и Ђорђе Јоанновић (до смрти 1932. године).
Између 1921. и 1927. године, председник Српске краљевске академије био је Јован Цвијић, који се залагао да се радом Академије обухвате и „лекарске, правничке и привредне струке“. На неки начин, та идеја је, почела полако да се остварује, али је медицина све до почетка Другог светског рата у Академији остала заступљена само кроз појединачне радове из фундаменталних дисциплина.
Ипак у међуратном периоду у Гласу Академије природних наука  објављено је више радова из области физиологије, патолошке физиологије, онкологије, микробиологије, експерименталне патологије, биофизике и психологије, чији су аутори били већином наставници и асистенти Медицинског факултета: Ксенофон Шаховић, Ђорђе Јоанновић, Илија Ђурчић, Милутин Нешковић, Ђорђе Протић, Лазар Станојевић, Марија Вишњић Фрајнд, Радивоје Беровић, Драгољуб К.Јовановић и Ернест Мисловицер. По броју поднетих и објављених радова издвајао се Ксенофон Шаховић, који је 1940. године изабран за дописног члана Академије.
После Другог светског рата али пре реорганизације Српске краљевске академије у Српску академију наука, изабрани су лекари: професор Ђорђе Нешић за правог члана и професор Коста Тодоровић за дописног члана.
Укупан број доктора медицине изабраних за чланове Српске краљевске академије током 61 године њеног постојања био је 15, од којих су:
- четворица били прави чланови — Јосиф Панчић, Владан Ђорђевић, Милан Јовановић Морски и Ђорђе Нешић,
- шесторица били дописни чланови — Сава Петровић, Лаза К. Лазаревић, Ђорђе Јоановић, Рихард Буријан, Ксенофон Шаховић и Коста Тодоровић,
- петорица почасни чланови — Аћим Медовић, Јован Јовановић Змај, Лазар Докић, Илија Огњановић Абуказеми Јован Пачу.

Почасни чланови нису били активни учесници у раду.
У периоду рада Српске краљевске академије, који је био обележен покретањем систематских научних истраживања, у првом реду у областима лексикографије, етнографије и историје, започет је, иако само у виду појединачних истраживања и студија, и рад у фундаменталним биомедицинским наукама.